# 彭勇 (1954年)
彭勇（1954年1月—），河北卢龙人，1971年8月入党，1970年12月参加工作，石家庄陆军指挥学院作战指挥专业毕业，在职大学学历，中将军衔。曾任中国人民解放军新疆军区司令员，中国共产党第十八届中央委员。

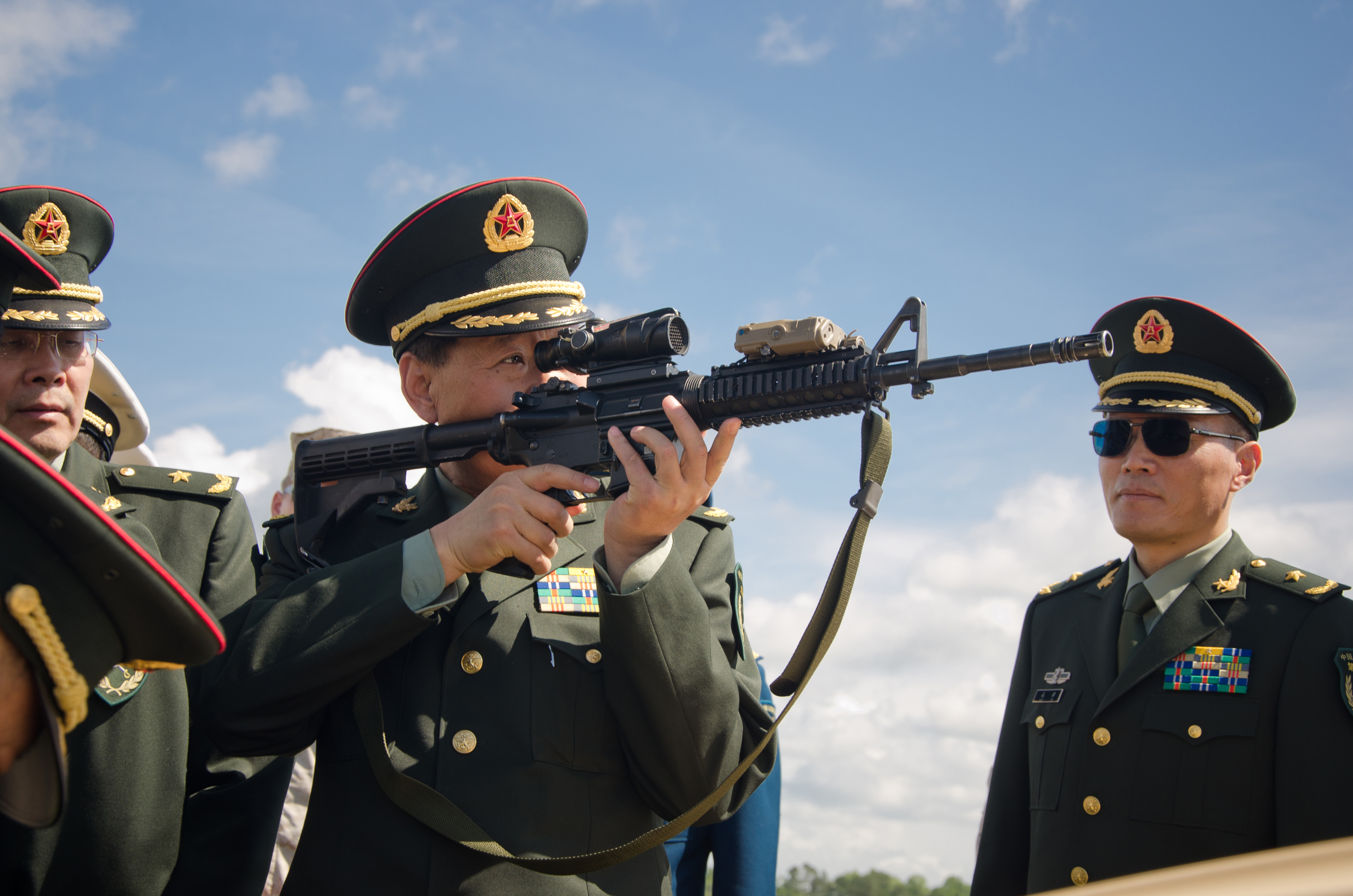
2012年參訪美軍基地時使用M4步槍

## 生平
彭勇于1970年入伍，早年先后任职于63师、61师。1999年出任第21集团军参谋长。2004年任第47集团军军长。2011年升任新疆维吾尔自治区党委常委，新疆军区司令员、军区党委副书记。2012年7月晋升为中将军衔。2013年11月，在天安门撞桥事件发生数天后，被免去新疆维吾尔自治区党委常委、委员职务，继任者为新疆军区政委刘雷。2018年1月，当选第十三届全国政协委员。